# Theodorus Netscher
Theodorus Netscher (Bordeaux, 1661 – Hulst, 1732) è stato un pittore olandese.

## Biografia

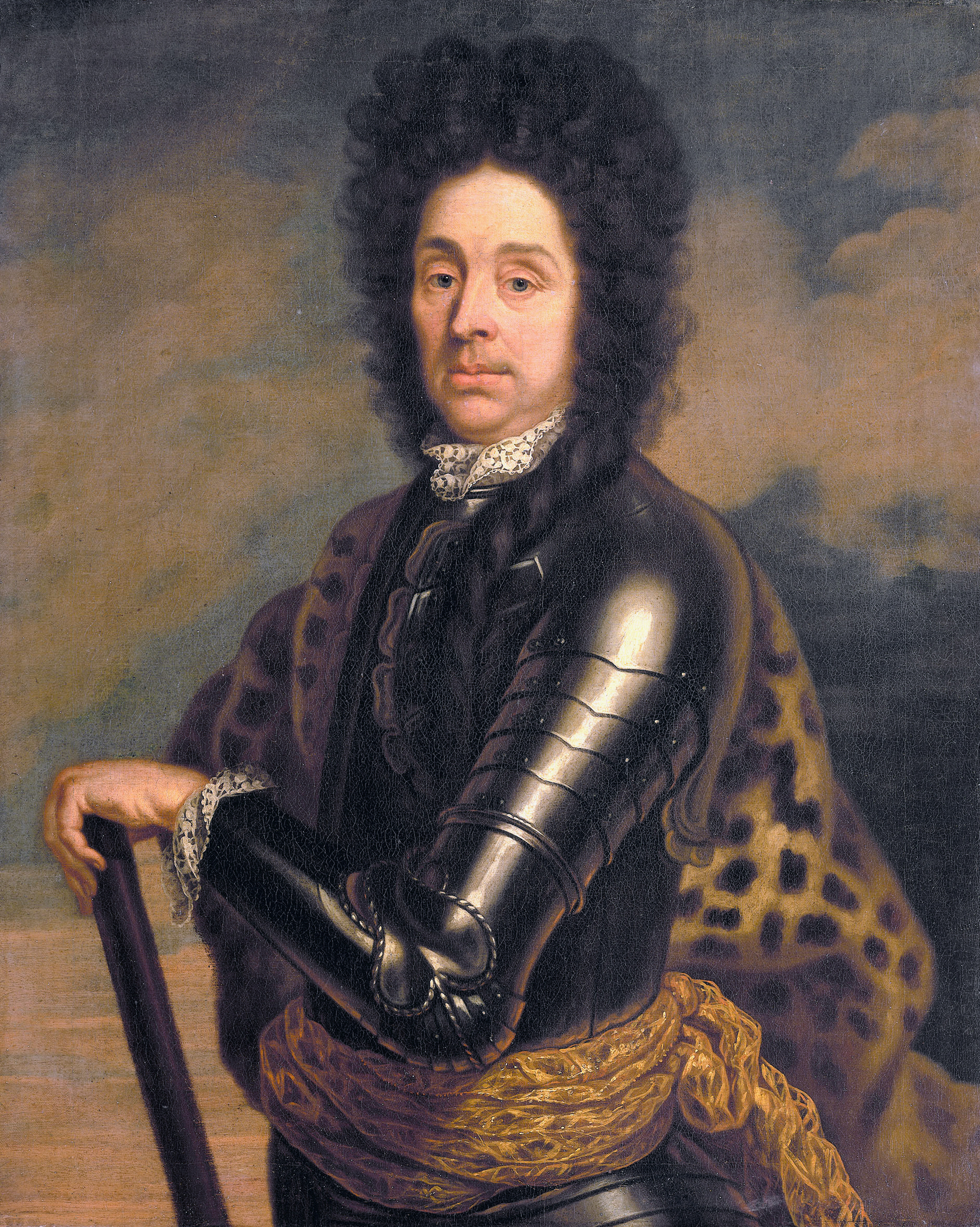
Menno barone van Coehoorn, Rijksmuseum, Amsterdam

Figlio di Caspar, fu allievo del padre e dipinse nello stile di quest'ultimo ritratti spesso rallegrati da fiori, frutta e tappeti turchi. Dimorò a Parigi dal 1679 al 1699, abiurando dal calvinismo nel 1684.
Tornato all'Aia nel 1715, ripartì per l'Inghilterra, dove restò fino al 1721. Un dipinto tipico di questo periodo è l'Ananas di sir Mattew Decker del 1720, ora al Fitzwilliam Museum di Cambridge.